# Kützbrunn
Kützbrunn ist ein Stadtteil von Grünsfeld im Main-Tauber-Kreis und hat 207 Einwohner.

## Geographie

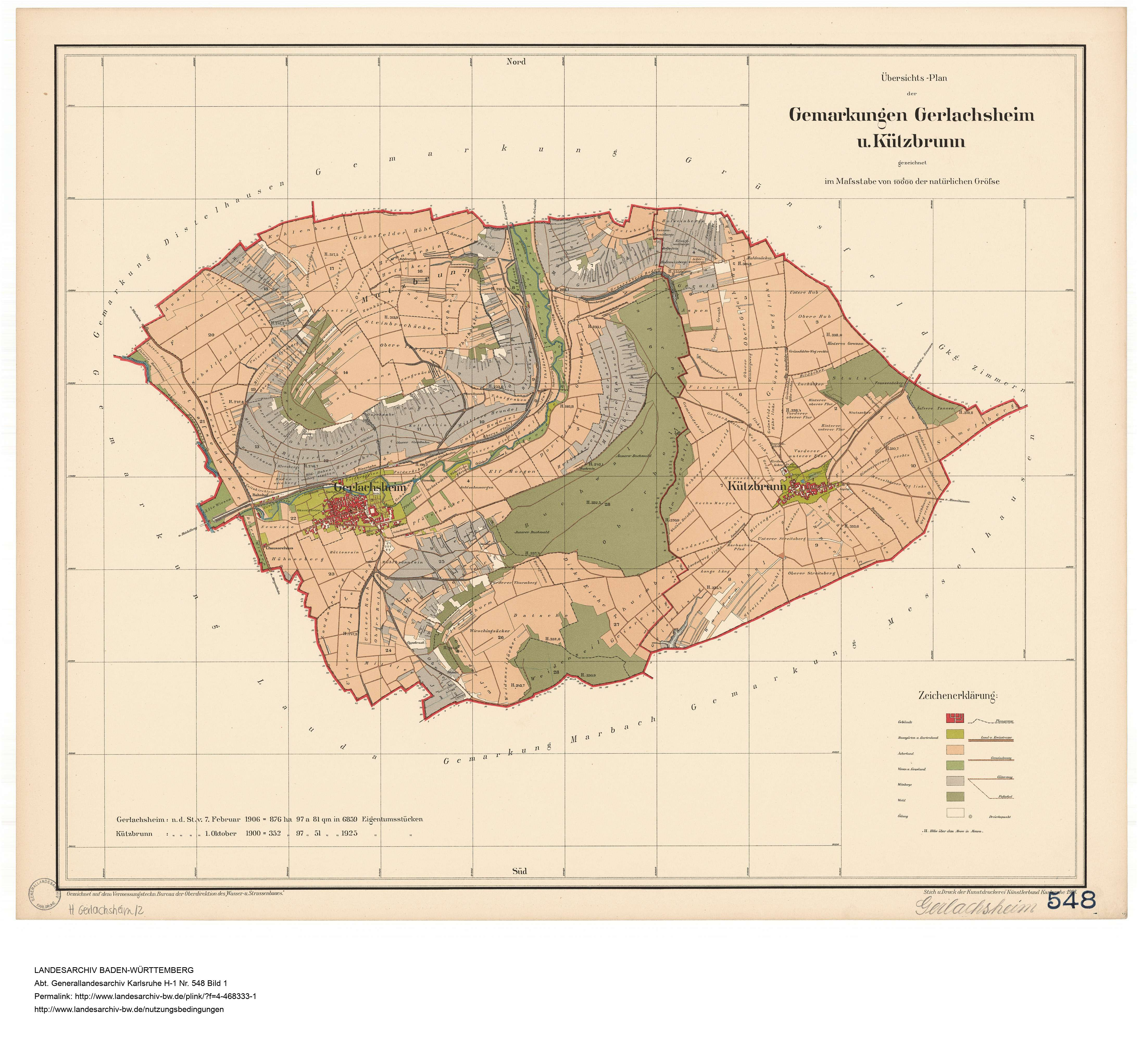
Gemarkung von Kützbrunn, 1908, daneben die Gemarkung von Gerlachsheim

Zur ehemaligen Gemeinde Kützbrunn gehören das Dorf Kützbrunn sowie die abgegangene Ortschaft Schloßgewann. Das Dorf Kützbrunn wird durch den Kützbrunner Graben entwässert, der bei Zimmern von links in den Wittigbach mündet.

## Geschichte

### Mittelalter
Im Jahre 1119  wurde Kützbrunn erstmals urkundlich erwähnt, als es durch eine Schenkung an das Bistum Würzburg kam. Es wurde vermerkt, dass ein Gumbert von Equarhofen dem Bischof von Würzburg seine Güter vermachte, unter denen sich auch das Dorf „Kubrunnen“ befand.
Schreibweisen von Kützbrunn im Laufe der Geschichte
| - 1119 Kuhbrunnen | - Kützbrunn |

Nachdem die Grafen von Rieneck in der Mitte des 13. Jahrhunderts den Ort zwischenzeitlich als Lehen erhielten, wurde er noch im selben Jahrhundert an das Kloster Gerlachsheim übergeben.

### Neuzeit
Bis zu dessen Säkularisation 1803 verblieb Kützbrunn im Besitz des Klosters Gerlachsheim. Die Landeshoheit lag vor 1803 immer bei Würzburg und gelangte danach an das Fürstentum Krautheim (Salm-Reifferscheidt-Bedbur). Nach Auflösung des Fürstentums durch die Rheinbundakte gehörte Kützbrunn ab 1806 dann zum neuen Großherzogtum Baden.
Am 1. Januar 1975 wurde Kützbrunns in die Stadt Grünsfeld eingemeindet.

### Wappen
Das Kützbrunner Wappen zeigt: „In Silber eine blaue Traube an grünem Stiel mit zwei grünen Blättern, beseitet von zwei wachsenden grünen Ähren.“

### Einwohnerentwicklung
| Jahr | Kützbrunner Bevölkerung | Sonstiges                                                                                                  |
| ---- | ----------------------- | --- |
| 1961 | 238                     | Volks-, Berufs- und Arbeitsstättenzählungen in Westdeutschland vom 6. Juni 1961 (Gemeindeverzeichnis)      |
| 1970 | 249                     | Volks-, Berufs- und Arbeitsstättenzählungen in Westdeutschland vom 27. Mai 1970 (Gemeindeverzeichnis)      |
| 2016 | 207                     | Fortgeschriebene Daten der Stadt Grünsfeld anhand der Volkszählung in der Europäischen Union 2011 (Zensus) |

Quellen: Gemeindeverzeichnis und Angaben der Stadt Grünsfeld

## Kultur und Sehenswürdigkeiten

### Dreifaltigkeitskirche

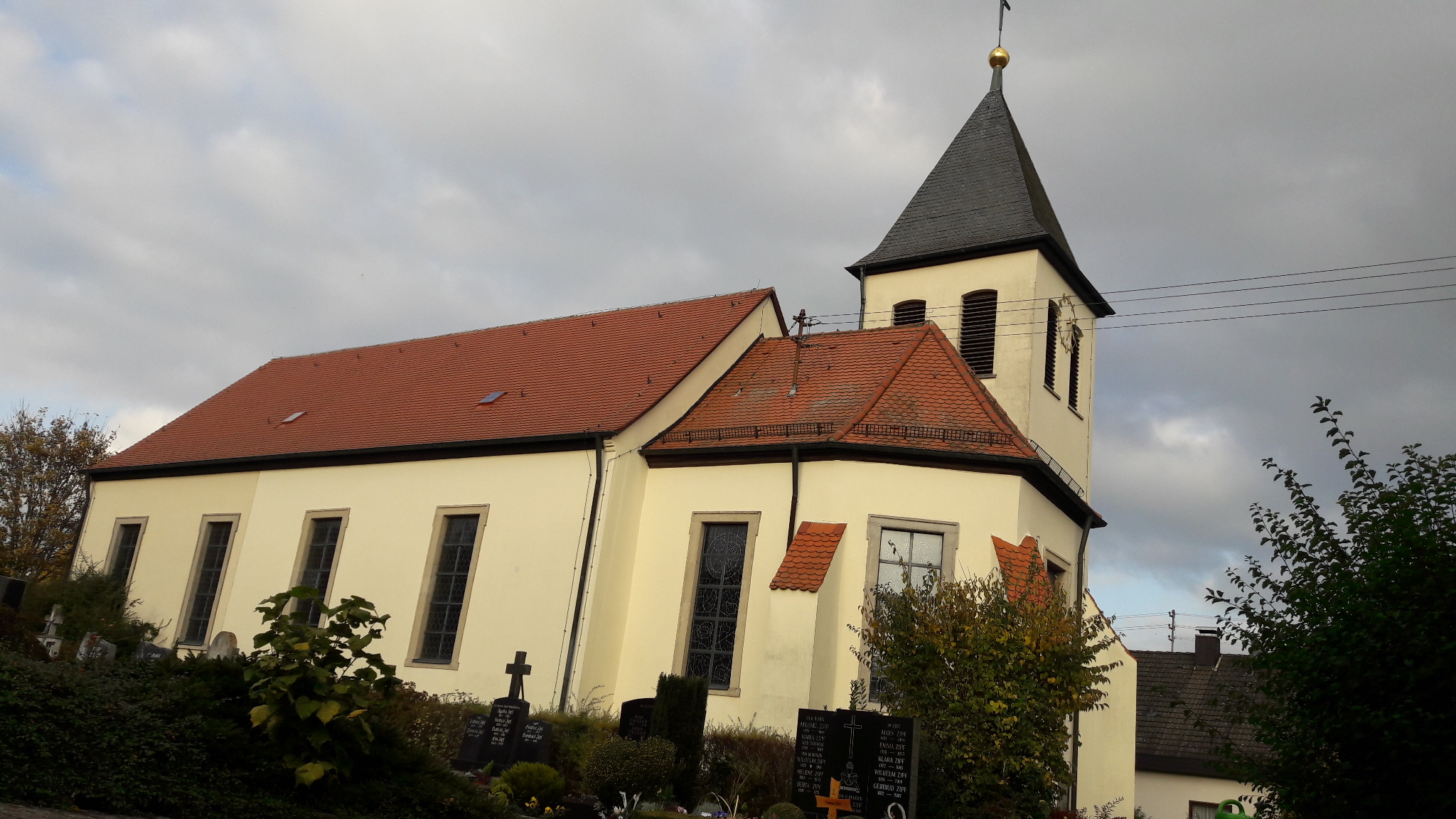
Die Dreifaltigkeitskirche in Kützbrunn (2016)

In Kützbrunn steht eine Dreifaltigkeitskirche, ein barocker Saalbau von 1717 mit polygonalem Abschluss von 1735.

### Lourdesgrottenkapelle

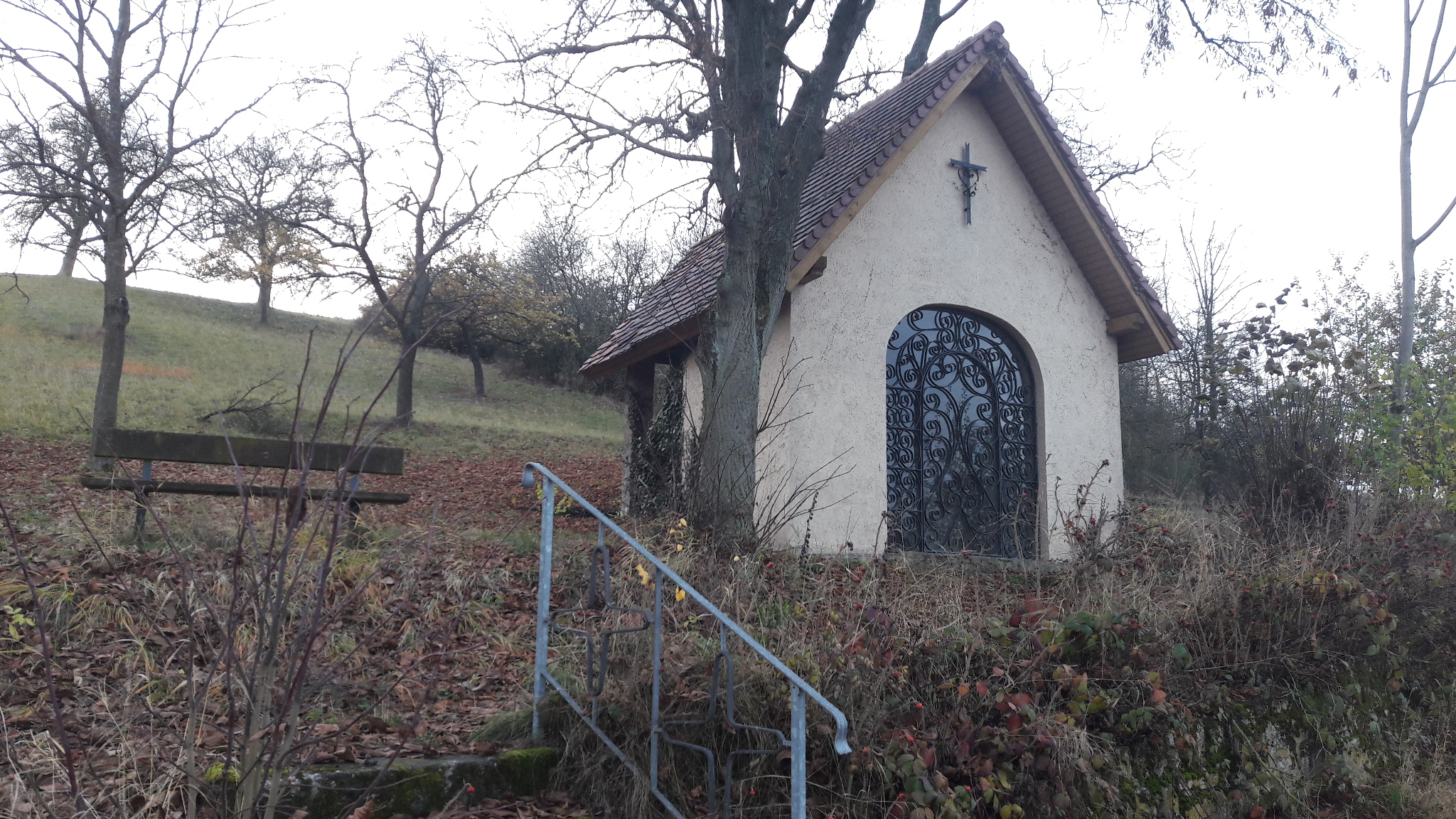
Lourdesgrottenkapelle (2016)

Eine Lourdesgrottenkapelle steht am Kützbrunner Ortsrand.

### Bildstöcke
Rund um den Ort befinden sich daneben mehrere Bildstöcke.

## Vereine
In Kützbrunn bestehen fünf Vereine:
- Deutsches Rotes Kreuz, Ortsverband Kützbrunn
- FC Latte Kützbrunn
- Freiwillige Feuerwehr Kützbrunn
- Katholische Frauengemeinschaft Kützbrunn
- Musik-Fanfarenzug Kützbrunn